# (35486) 1998 FH15
1998 FH15 (asteroide 35486) é um asteroide da cintura principal. Possui uma excentricidade de 0.10966800 e uma inclinação de 12.02266º.
Este asteroide foi descoberto no dia 27 de março de 1998 por Farra d'Isonzo em Farra d'Isonzo.